# 羅伊·奧比森
羅伊·奧比森（英語：Roy Orbison，1936年4月23日—1988年12月6日），也被稱為「The Big O」，是一位美國創作歌手，最出名是他標誌的墨鏡，及個性鮮明強而有力的嗓音，所作歌曲多樣，曲調充滿憂鬱的情感。

## 初試啼聲
奧比森從小在德薩斯州生活，高中時開始在洛卡比里樂隊中歌唱，直到他與孟菲斯的太陽唱片公司簽署合約。他最大的成功於1960年和1964年之間，在Monument唱片公司的時候，有二十二首歌曲被放置在「廣告牌排行榜」前四十名，包括《Only the Lonely》，《Crying》和《Oh, Pretty Woman》。二十世紀七十年代他的歌唱事業停滯不前，直到八十年代恢復了名聲，因他的幾首翻唱歌曲以及大衛·連治1986年的電影《藍色夜合花》起用了單曲《In Dreams》。

## 明星組合
1988年，奧比森加入了起名為Traveling Wilburys的歌星組合，與佐治·夏里遜，鲍勃·迪伦，湯姆·佩蒂和傑夫·林恩發布了新的個人專輯。他於當年十二月因心臟病發逝世，正在他東山再起之時。他的一生有悲劇的意味，包括他的第一任妻子和他兩個兒子在不同的事故中離世。

## 金嗓子得天獨厚
奧比森的嗓子有男中音至男高音的音域，音樂學者認為他有三個或四個純八度的音程。奧比森強而有力的、充滿激情的嗓音，加上複雜的音樂編排，令許多樂評人指出他的音樂像歌劇，給他起了個綽號「搖滾樂的卡魯索」。埃爾維斯·皮禮士利以及佩蒂和迪倫，曾分別表示他的聲音是他們聽過最偉大和最有特色的。

## 各項殊榮
1987年奧比森被布魯斯·斯普林斯廷推薦進入了「搖滾名人堂」。同年，他入選「納許維爾歌曲作者名人堂」，兩年後進入「歌曲作者名人堂」。《滾石雜誌》將奧比森放在「有史以來最偉大藝術家」名單第三十七位，以及「有史以來一百個最偉大歌手」名單第十三位。2002年，《廣告牌雜誌》把奧比森列在他們的「前六百名錄音藝術家」名單第七十四位。2014年，奧比森獲選進入「美國流行音樂名人堂」。